# Mare Erythraeum
Mare Erythraeum  è una caratteristica di albedo della superficie di Marte.